# Gallargues-le-Montueux
Gallargues-le-Montueux – miejscowość i gmina we Francji, w regionie Oksytania, w departamencie Gard.
Według danych na rok 1990 gminę zamieszkiwało 1988 osób, a gęstość zaludnienia wynosiła 183 osoby/km² (wśród 1545 gmin Langwedocji-Roussillon Gallargues-le-Montueux plasuje się na 198. miejscu pod względem liczby ludności, natomiast pod względem powierzchni na miejscu 706.).